# Bahnhof Berlin Innsbrucker Platz
Innsbrucker Platz är en tunnelbane- och pendeltågsstation vid Innsbrucker Platz i stadsdelen Schöneberg i Berlin. Här finns Berlins pendeltåg (S-bahn) med flera linjer och Berlins tunnelbana (U-bahn) med linje U4. S-bahn trafikerar på en ringbana som går runt centrala Berlin. Under tunnelbanans station finns en perrong samt tunnel byggd för framtida linje U10 som är tänkt att gå till Weissensee i östra Berlin. S-Bahnstationen stängdes 1980 och var nedlagd i 13 år, men öppnades åter 1993 efter upprustning.

S-Bahn
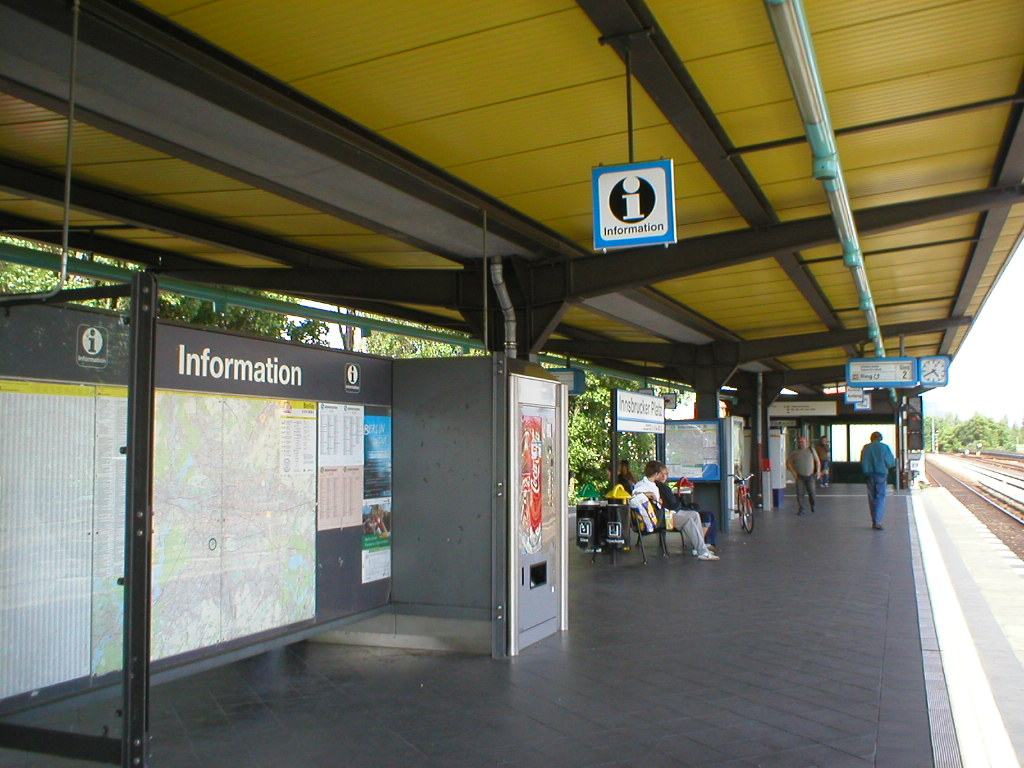
S-Bahn
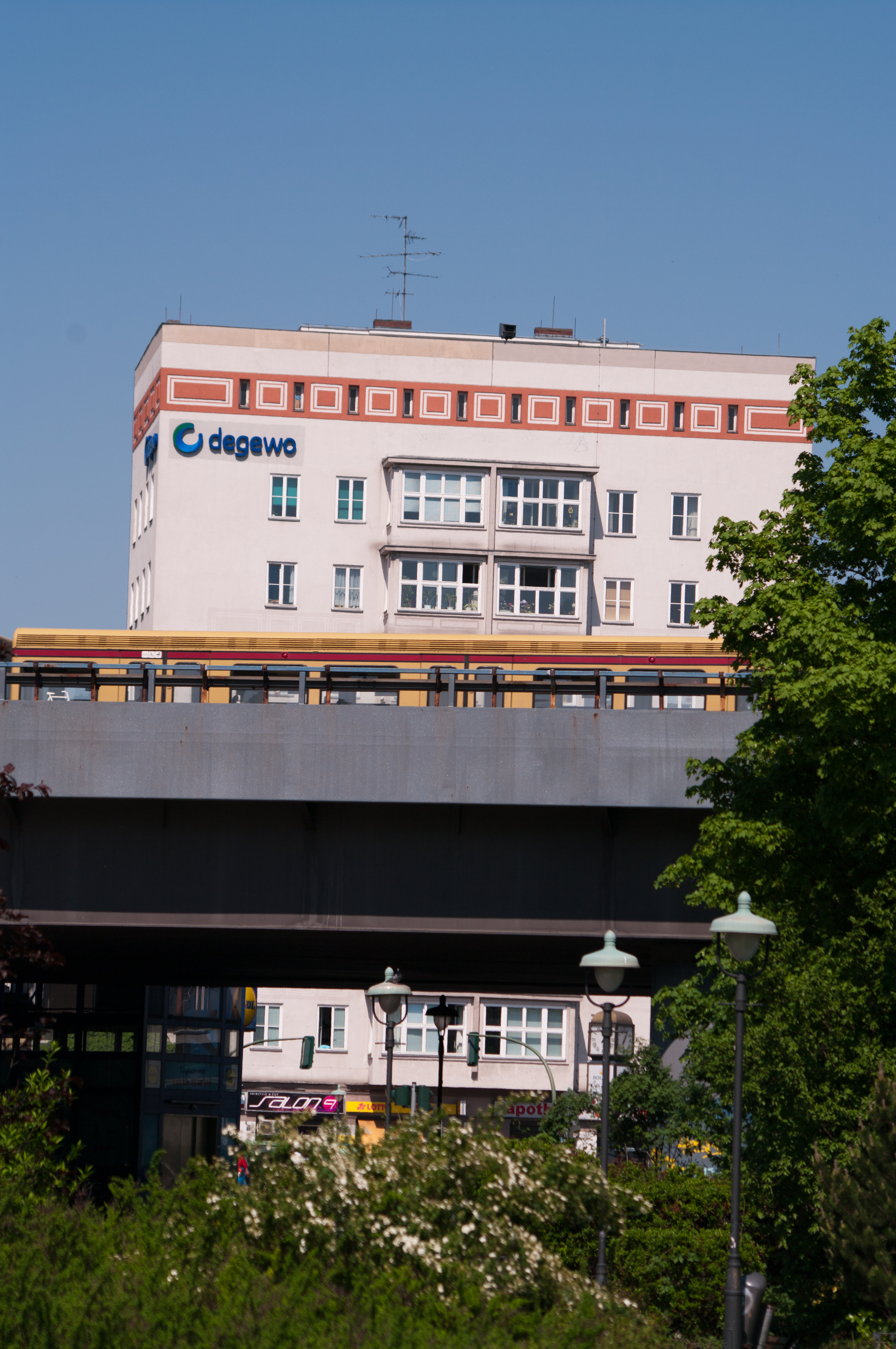
S-bahn går på en viadukt vid Innsbrucker Platz.
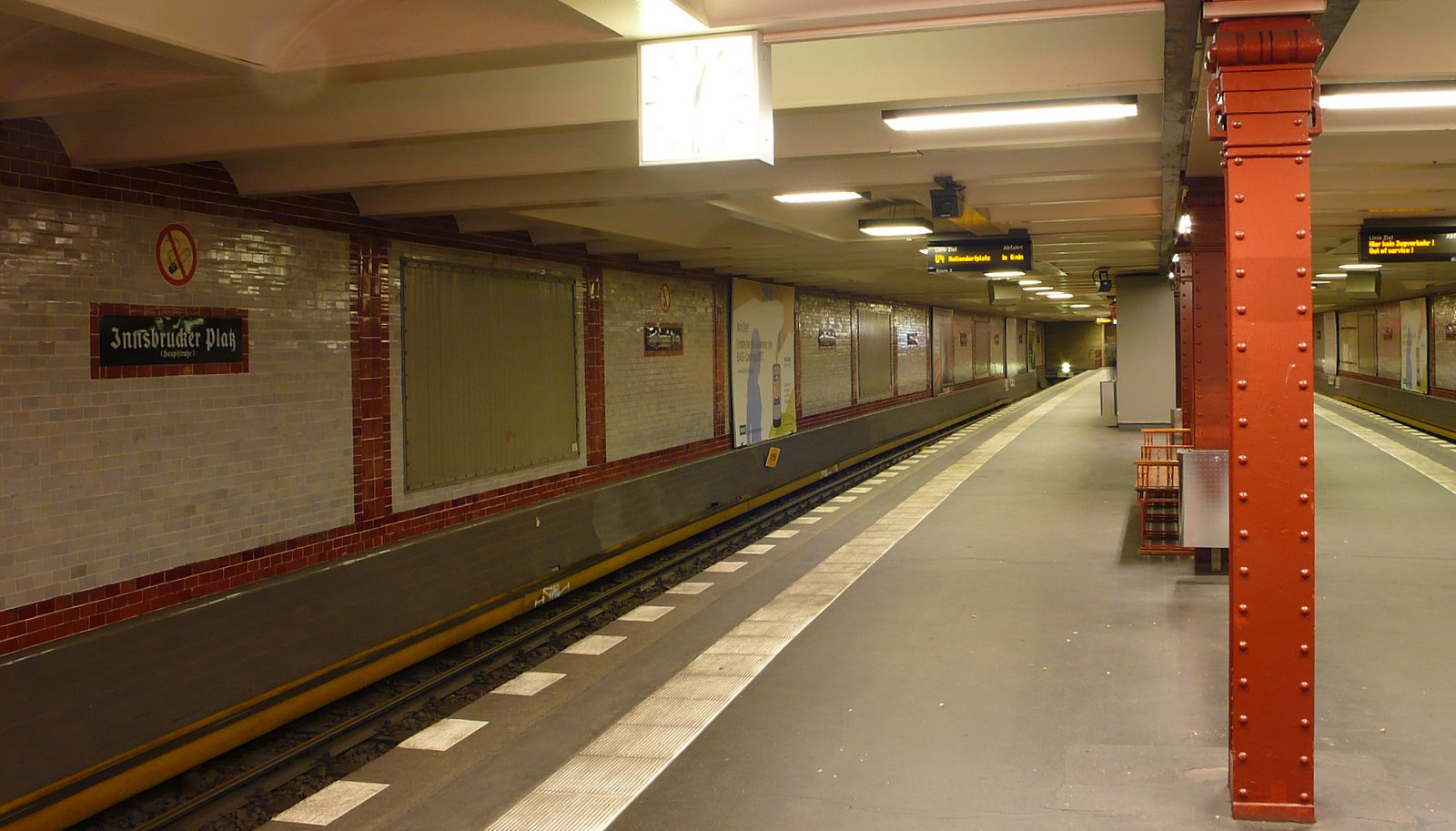
Perrongen för linje U4.
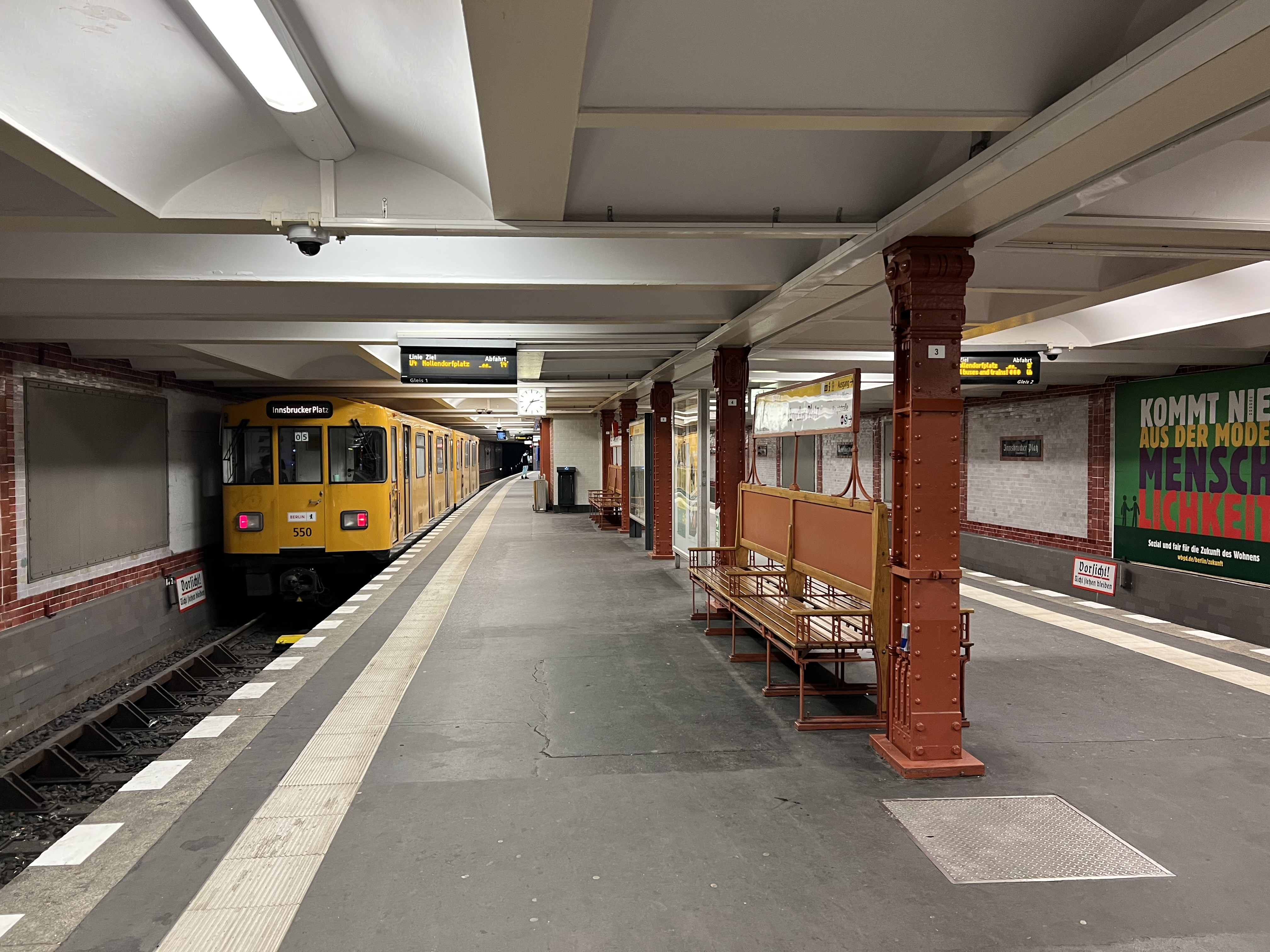
U-Bahn U4
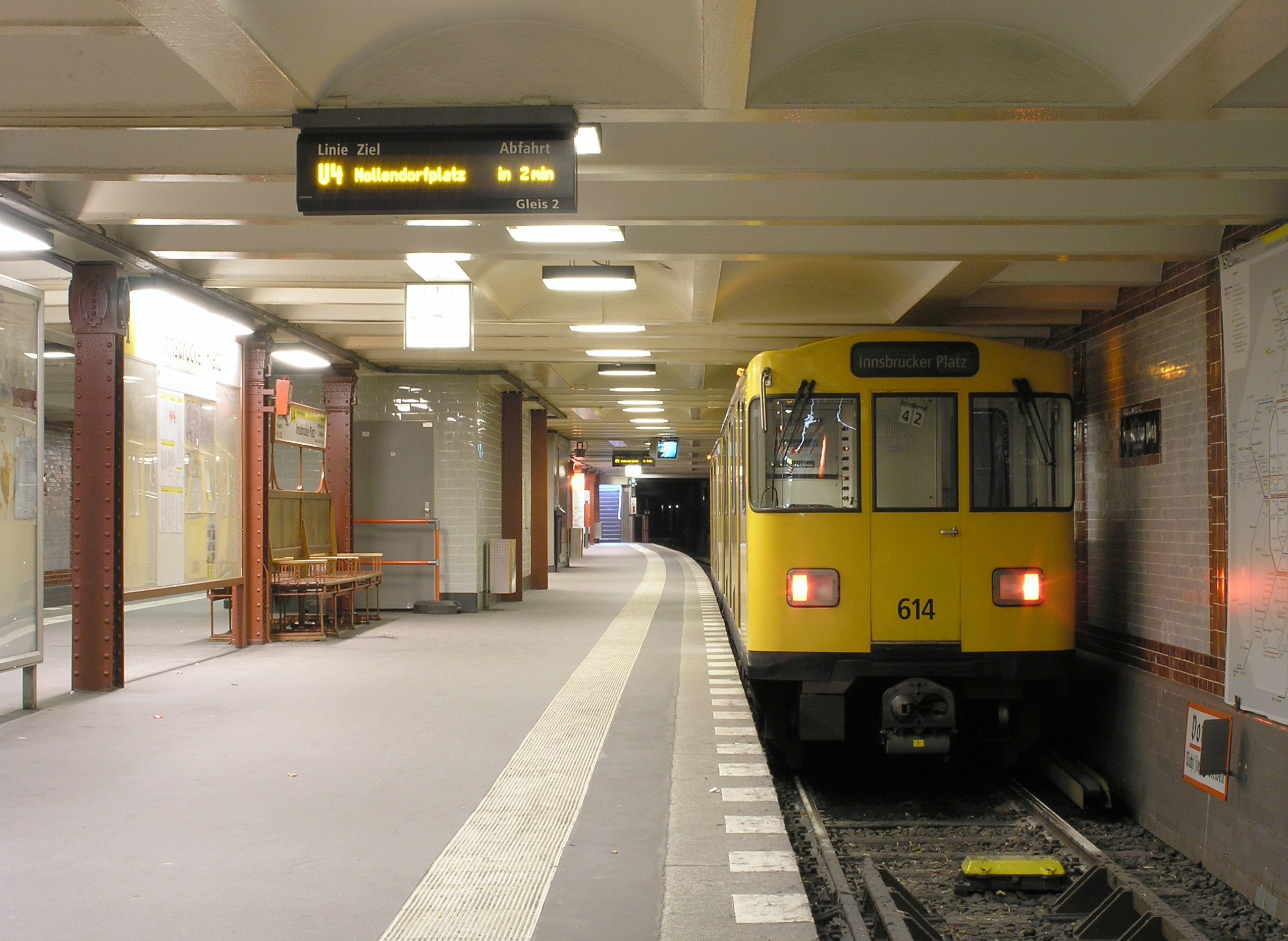
U-Bahn U4
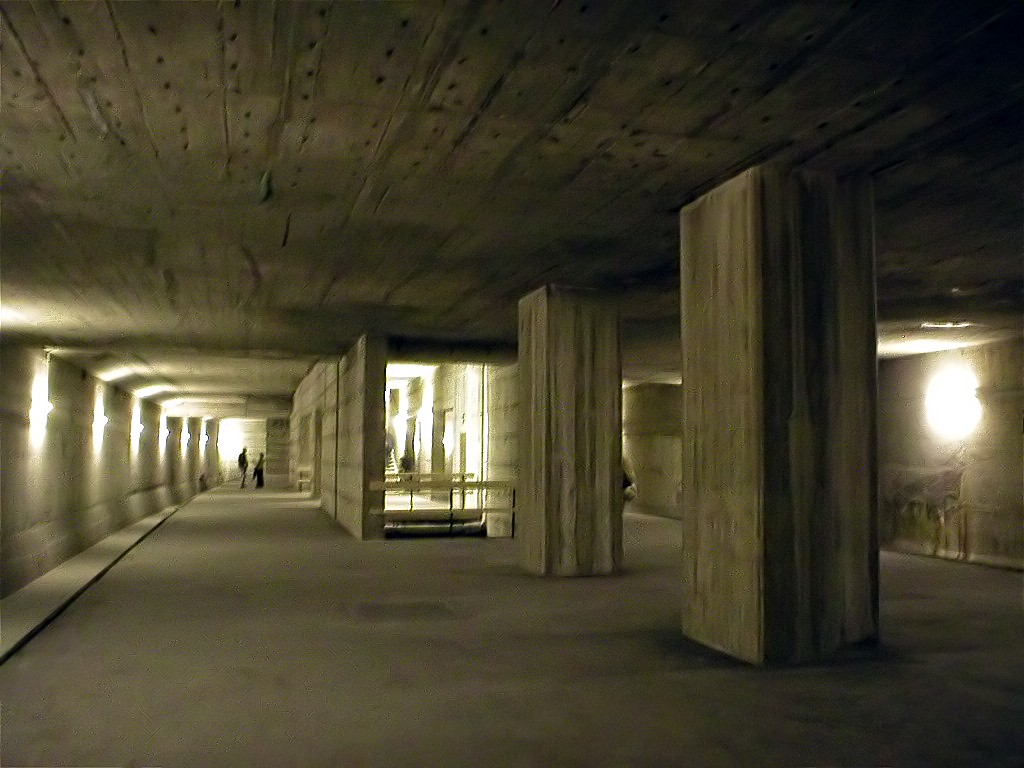
Perrongen för framtida linje U10.
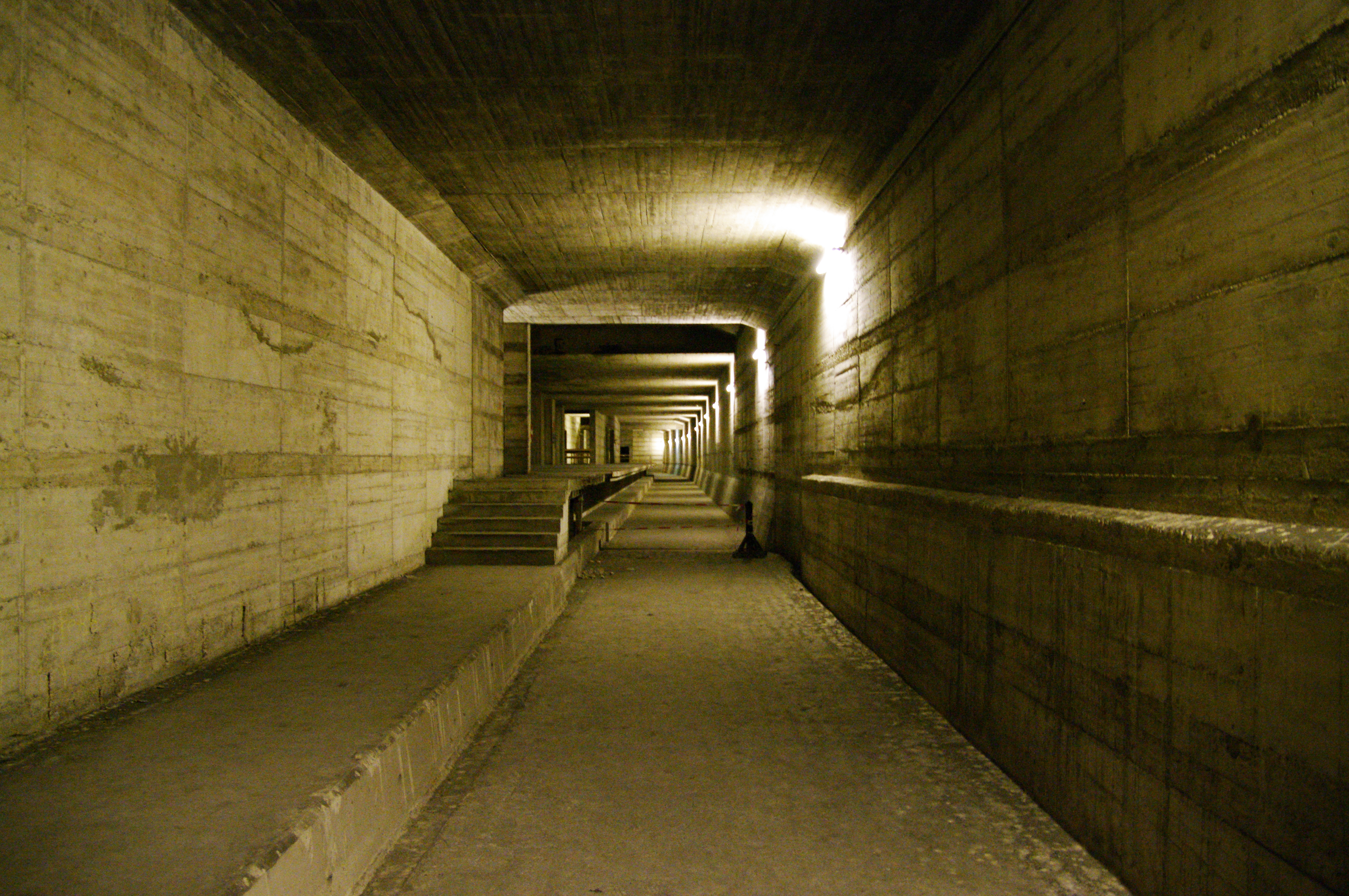
U10